# 袁昶

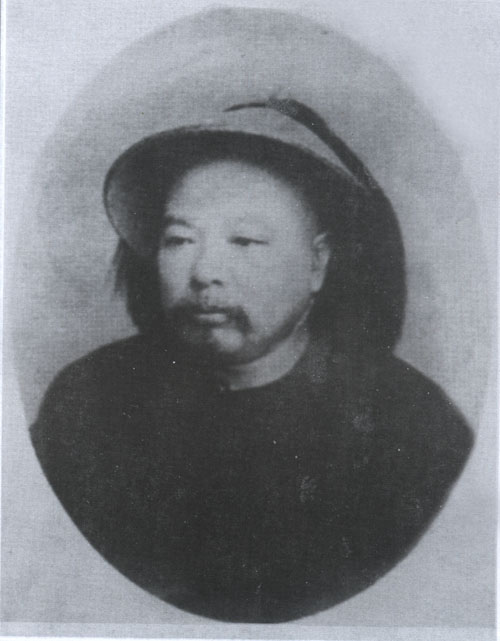
袁昶

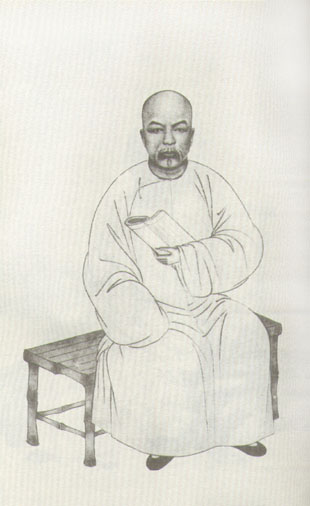
袁昶の肖像画（『清代学者象伝』）

袁 昶（えん ちょう、Yuan Chang、1846年 - 1900年）は、清末の官僚。もとの名は振蟾。字は爽秋、号は重黎。
浙江省厳州府桐廬県坊郭（現在の桐廬県桐君街道）の出身。貧しい家庭に生まれるが、閩県の高伯年に師事した後、上海の龍門書院に入って劉熙載に師事した。1867年に挙人となり、1876年に進士となって戸部主事の職を授かった。1883年、総理各国事務衙門章京となり、1886年には会典館纂修官となり戸部江西司員外郎となった。
1892年、徽寧池太広道道台となった。在任中は、教育の方面では、「中体西用」の方針で、蕪湖中江書院を拡張し、「経義」「治事」の2学科を設け、経史・性理・数学・格致（物理）などの学問を教えるようにした。治水では銀五千両を投じて、蕪湖西南の大関亭から魯港までの12里にわたって堤防を築いた。また蕪湖に郵便局を設置した。
1898年、山西按察使・江寧布政使となり、さらに総理各国事務衙門大臣、光禄寺卿、太常寺卿に昇進した。
1900年、山東省で義和団が外国人宣教師を殺害するようになると、西太后と端郡王載漪は義和団の力を利用して列強と対決しようとして、各国公使館攻撃の準備を始めた。これに対して袁昶は反対の上奏を行っている。6月16日、西太后が御前会議を招集すると義和団の鎮圧を主張し、袁昶と親しい吏部侍郎許景澄・内閣学士聯元らは袁昶の意見を支持した。この時、開戦に反対の光緒帝は許景澄の手を取って号泣したという。6月17日、八カ国連合軍が大沽砲台を占拠。翌日、袁昶は『急救目前危局折』という上奏を行っている。6月21日、清は11カ国に宣戦を布告。義和団と清軍が公使館を包囲すると、袁昶は奸民を頼るべきではなく、外交官を殺害してはならないと上奏したが無視された。その後袁昶と許景澄は主戦派の大臣たちを弾劾する上奏文を提出しようとしたが、載漪らは7月27日に袁昶らを逮捕し、7月29日に袁昶と許景澄は処刑された。
結局清朝は八カ国連合軍に敗北し北京は陥落した。1900年12月、八カ国連合軍が北京から撤退すると、袁昶の名誉回復が行われた。蕪湖の人々は把江中書院を袁太常祠に改め袁昶を祀った。1909年、忠節の諡号が贈られ、徐用儀・許景澄とともに「三忠」と称され、杭州西湖の孤山の南麓に三忠祠が建てられた。1910年には蕪湖の人々は懐爽楼を建てて袁昶を記念している。

## 著作
- 『漸西村人初集』
- 『安般簃詩続鈔』
- 『春闈雑詠』
- 『水明楼集』
- 『于湖小集』
- 『参軍蛮語止斎雑著』
- 『漸西村舎叢刻』

## 関連事項
- 義和団の乱
- 北京議定書